# The Firefly of Tough Luck
Pour plus de détails, voir Fiche technique et Distribution.
The Firefly of Tough Luck est un film américain réalisé par E. Mason Hopper, sorti en 1917.

## Synopsis
"Tough Luck" Baxter et "Happy Jack" Clarke, deux prospecteurs, décident de retourner à Baxter City, une ville devenue fantôme quand l'or y a fait défaut. Dans le même temps, "Firefly", une danseuse de music-hall new-yorkaise au chômage, est envoyée à Baxter City par son profiteur de mari Bert Wilcox pour s'y produire. Dès son arrivée dans la ville déserte, elle décide d'en partir. Perdue dans le désert, elle est secourue par Danny Ward, un ancien athlète, qui la ramène à Baxter City. Se retrouvant ensemble, Tough Luck, Clarke, Danny et Firefly s'organisent et finissent par trouver de l'or. Danny, amoureux de Firefly, lui propose de l'épouser, mais le même soir son mari arrive en ville. Wilcox tente de voler l'or, il est attrapé et jeté hors de la ville. Par loyauté, Firefly l'accompagne. Danny les suit et trouve Firefly, abandonnée dans le désert par Wilcox après qu'il lui a volé son argent et son eau. Justice est rendue quand Wilcox meurt après avoir été mordu par des serpents à sonnette. Firefly peut alors revenir à Baxter City avec Danny.

## Fiche technique
- Titre original : The Firefly of Tough Luck
- Réalisation : E. Mason Hopper, assisté d'Alfred L. Werker
- Scénario d'après une histoire de J. G. Hawks
- Photographie : Charles J. Stumar
- Société de production : Triangle Film Corporation
- Société de distribution : Triangle Distributing Corporation
- Pays de production :  États-Unis
- Langue originale : anglais
- Format : noir et blanc — 35 mm — 1,37:1 — Film muet
- Genre : Western
- Durée : 5 bobines
- Date de sortie :
  - États-Unis : 21 octobre 1917

## Distribution
- Alma Rubens : Firefly
- Charles Gunn : Danny Ward
- Walt Whitman : "Tough Luck" Baxter
- Darrell Foss : Bert Wilcox
- Jack Curtis : "Happy Jack" Clarke
- Aaron Edwards : "Silent" Dan
- Laura Sears